# Jiří Weigl
Jiří Weigl (* 21. ledna 1958 Strakonice) je český ekonom a arabista, v letech 1992–1997 vedoucí sboru poradců předsedy vlády ČR, v letech 2003–2013 vedoucí Kanceláře prezidenta republiky Václava Klause, od ledna 2009 člen Národní ekonomické rady vlády (NERV) a současný ředitel Institutu Václava Klause, jehož je i spoluzakladatelem.

## Studium a profesní kariéra
V roce 1981 vystudoval ekonomiku zahraničního obchodu na Vysoké škole ekonomické a poté studoval arabistiku a orientalistiku na Filozofické fakultě UK. V letech 1984 až 1989 byl členem Komunistické strany Československa. V letech 1982 až 1986 absolvoval interní aspiranturu v oboru světová ekonomika v Ekonomickém ústavu ČSAV v Praze a získal titul kandidáta ekonomických věd (CSc.) V roce 1992 absolvoval studijní program Financial Programming and Policy v Mezinárodním měnovém fondu ve Washingtonu (USA).
V letech 1986 až 1990 byl zaměstnán jako vědecký pracovník v Ekonomickém ústavu ČSAV. V letech 1990 až 1992 byl poradcem ministra Václava Klause na ministerstvu financí. V roce 1992 si jej Václav Klaus přivedl na Úřad vlády ČR jako vedoucího sboru poradců předsedy vlády, kde působil až do roku 1998. V roce 1997 se podílel na vyjednávání Česko-německé deklarace. V letech 1999 až 2000 byl vrchním ředitelem pro strategii a marketing Investiční a poštovní banky. V letech 2000 až 2003 pracoval jako výkonný ředitel Centra pro ekonomiku a politiku (CEP).
V letech 2003 až 2013 působil jako vedoucí Kanceláře prezidenta republiky Václava Klause. Prezidentský nástupce Miloš Zeman dne 10. března 2013 uvedl, že by Weigla měl ve funkci nahradit dosavadní předseda SPOZ Vratislav Mynář. Zeman nabídl Jiřímu Weiglovi setrvání ve funkci kancléře, ten však odmítl s tím, že odejde pracovat do Institutu Václava Klause.
Je autorem několika knih, desítek odborných statí a studií a řady publicistických textů v odborných periodikách i denním tisku.
Hovoří anglicky, arabsky, rusky a německy.

## Rodinný život
Od roku 1984 je ženat s Miroslavou Weiglovou, roz. Bonkovou. Společně jsou rodiči tří dětí – synů Jiřího a Josefa a dcery Magdalény.

## Kritika

### Schůzka s Miroslavem Šloufem

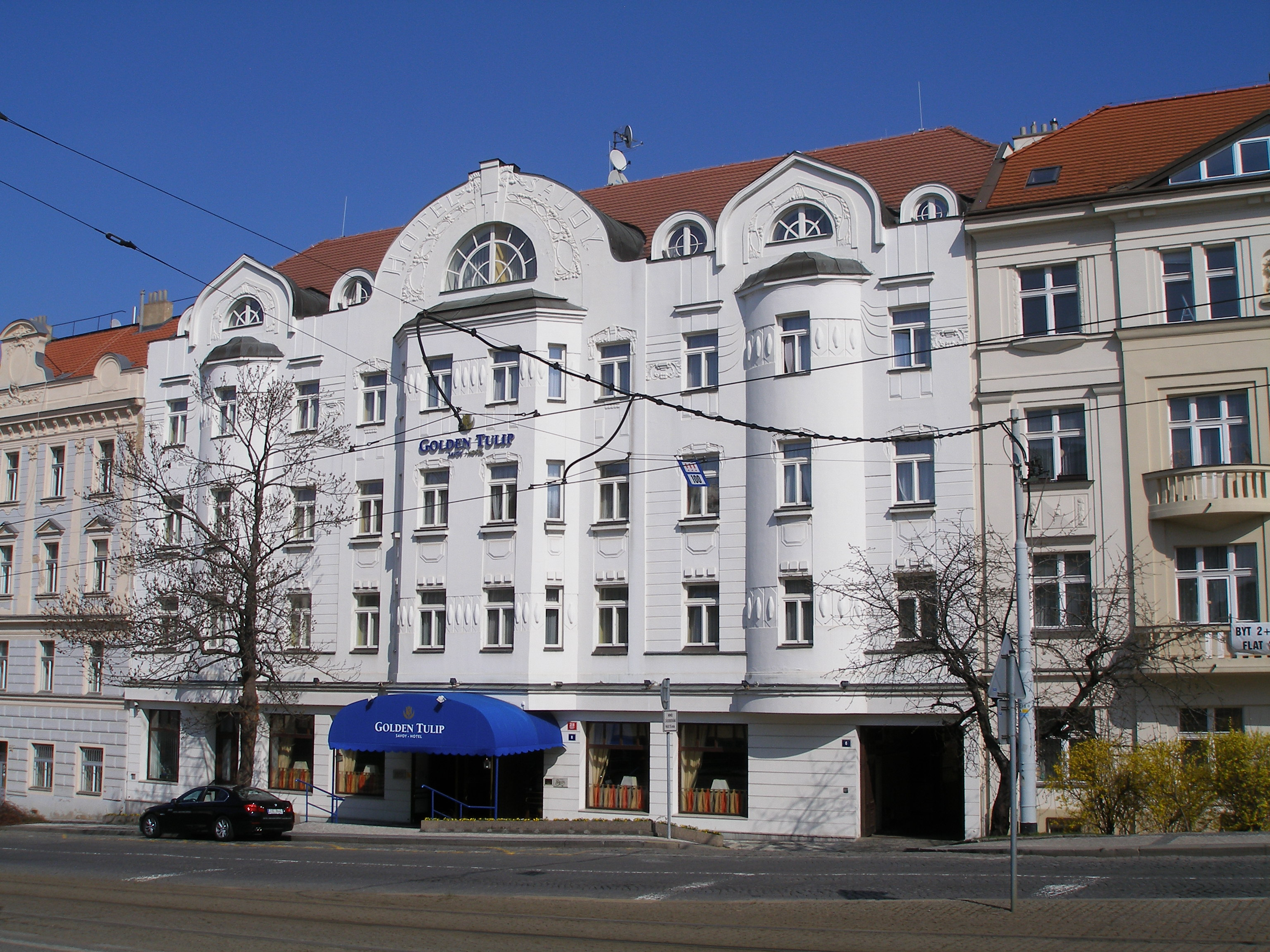
Pražský Hotel Savoy

V lednu 2008 se Jiří Weigl sešel v pražském hotelu Savoy s lobbistou Miroslavem Šloufem (ČSSD). Server Aktuálně.cz pak část záznamu schůzky zveřejnil čtyři dny před volbou prezidenta a únik tohoto videozáznamu následně vyšetřovala česká rozvědka a inspekce ministra vnitra. Zveřejněné záběry totiž ovlivnily v roce 2008 volbu prezidenta, například Strana zelených změnila svůj názor a trvala na veřejné volbě hlavy státu. Šlouf je totiž vnímán jako velice kontroverzní osoba, neboť se přiznal ke kontaktům se zavražděným podnikatelem Františkem Mrázkem, který byl považován za vůdčí osobnost organizovaného zločinu v Česku.

### Doporučující dopis pro Viktora Koženého
Týdeník Respekt v únoru 2009 zveřejnil Weiglův dopis z 24. října 1997 ázerbájdžánskému prezidentu Hejdaru Alijevovi, ve kterém doporučil Viktora Koženého jako průkopníka privatizačních procesů, jehož zkušenost může být užitečná i pro privatizační projekty v Ázerbájdžánu. Weigl napsal doporučující dopis na přání tehdejšího premiéra Václava Klause, když působil jako vedoucí týmu jeho poradců na Úřadu vlády. Kožený přitom už v době odeslání dopisu žil s irským pasem na Bahamách a byl považován za kontroverzní osobu, která byla podezřelá z vytunelování privatizačních fondů v České republice.